# Tipula (Eumicrotipula) tehuelche
Tipula (Eumicrotipula) tehuelche is een tweevleugelige uit de familie langpootmuggen (Tipulidae). De soort komt voor in het Neotropisch gebied.